# غلين هاتشينز
غلين هاتشينز (بالإنجليزية: Glenn Hutchins)‏ هو خبير مالي أمريكي، ولد في 1955.

## وصلات خارجية
- غلين هاتشينز على موقع إن إن دي بي (الإنجليزية)